# 74 Ophiuchi
Désignations
74 Ophiuchi (en abrégé 74 Oph) est une étoile géante de la constellation équatoriale d'Ophiuchus, située près de la limite avec celle de la Queue du Serpent. Elle est visible à l'œil nu avec une magnitude apparente de 4,86. D'après la mesure de sa parallaxe annuelle par le satellite Gaia, l'étoile est distante d'environ ∼ 243 a.l. (∼ 74,5 pc) de la Terre. Elle s'en éloigne à une vitesse radiale héliocentrique de +4,5 km/s.
74 Ophiuchi est une étoile géante jaune évoluéede type spectral G8III. C'est une géante du red clump, ce qui signifie qu'elle est située à l'extrémité rouge (froide) de la branche horizontale du diagramme H-R et qu'elle génère son énergie par la fusion de l'hélium dans son noyau. L'étoile est estimée être 1,98 fois plus massive que le Soleil et être âgée de 1,73 milliard d'années. Son rayon est autour de 10,5 fois plus grand que le rayon solaire, elle est 66 fois plus lumineuse que le Soleil et sa température de surface est de 5 038 K.
74 Ophiuchi possède deux faibles compagnons de douzième magnitude recensés dans les catalogues d'étoiles doubles et multiples. Le premier, 74 Oph B, était situé à une séparation angulaire de 27,5 secondes d'arc et à un angle de position de 284° de l'étoile primaire (74 Oph A) en 2014. Le deuxième, 74 Oph C, était quant à lui situé à une séparation angulaire de 57,9 secondes d'arc et à un angle de position de 81° de l'étoile primaire, également en en 2014. D'après Eggleton et Tokovinine (2008), 74 Oph B pourrait former une véritable étoile binaire avec 74 Oph A, mais la mesure de la parallaxe annuelle de ce compagnon par le satellite Gaia montre qu'il est beaucoup plus loin, à environ 1 177 pc (∼3 840 al) de la Terre,.